# Wanted - Un'altra storia Tour
Il Wanted - Un'altra storia Tour è la diciottesima tournée di Zucchero Fornaciari, collegata alla raccolta Wanted (The Best Collection) e al doppio vinile Wanted - Duets & Rarities.

## Il tour
Annunciata il 17 novembre 2017, la tournée è partita da Zurigo alla fine di febbraio 2018 per poi spostarsi nelle principali città italiane. L'apertura dei dieci concerti italiani è stata affidata al cantautore Gheri. In luglio il tour è proseguito con una parte europea estiva (ribattezzata Summer Events & Festivals 2018) comprensiva di alcune partecipazioni ad importanti festival, tra i quali il Montreux Jazz Festival e il British Summer Time. In quest'ultimo concerto Zucchero ha partecipato con Eric Clapton, giunto ad uno dei suoi ultimi concerti della carriera, insieme ad altri importanti artisti come Carlos Santana e Steve Winwood. Da citare anche i due concerti ribattezzati The Best Live in Piazza San Marco, luogo in cui non si eseguivano concerti da sette anni, dove gli spettatori sono stati circa 7 000 e da cui è stato tratto il documentario Zucchero: una notte a Venezia, andato in onda su Rai 2 il 1º gennaio 2019. Il tour è stato il primo di Zucchero a fare tappa in Macedonia.
La tournée è direttamente collegata, sia per quanto riguarda la scaletta che per la scenografia, al precedente Black Cat World Tour, del quale ha rappresentato l'ideale conclusione. Le tappe sono state pensate per dare l'opportunità di partecipazione al più ampio pubblico possibile, dopo la residency di ventidue concerti all'Arena di Verona, uniche date italiane del tour precedente. Zucchero ha più volte dichiarato che, al termine del tour, sarebbe tornato a tenere concerti solo dopo un lungo periodo di pausa, come è stato solito fare negli ultimi due decenni di carriera. Al termine dei due anni di concerti gli spettatori totali sono stati circa 1 500 000.

## Le tappe
Wanted Italian Tour 2018 (tour invernale)
- 23 febbraio:  Svizzera, Zurigo - Halle 622 (SOLD OUT)
- 24 febbraio:  Svizzera, Zurigo - Halle 622
- 26 febbraio:  Italia, Padova - Arena Spettacoli
- 28 febbraio:  Italia, Torino - Palasport Olimpico (apertura: Samuel Romano) (ospite: Tomoyasu Hotei)
- 2 marzo:  Italia, Assago - Mediolanum Forum (SOLD OUT) (ospite: Tomoyasu Hotei)[12]
- 3 marzo:  Italia, Firenze - Nelson Mandela Forum (SOLD OUT)
- 5 marzo:  Italia, Pesaro - Adriatic Arena
- 7 marzo:  Italia, Roma - PalaLottomatica (SOLD OUT)[13]
- 8 marzo:  Italia, Eboli - PalaSele
- 10 marzo:  Italia, Acireale - Pal'Art Hotel (SOLD OUT)
- 12 marzo:  Italia, Bari - PalaFlorio (SOLD OUT) (ospite: Checco Zalone)
- 13 marzo:  Italia, Bologna - Unipol Arena

Summer Events & Festivals 2018 (tour estivo)
- 30 giugno:  Svizzera, Montreux - Montreux Jazz Festival
- 1º luglio:  Austria, Sankt Pölten - VAZ St. Pölten
- 3 luglio:  Italia, Venezia - Piazza San Marco (ospiti: Tomoyasu Hotei, Cheryl Porter & The Halleluiah Gospel Singers)
- 4 luglio:  Italia, Venezia - Piazza San Marco (SOLD OUT) (ospiti: Tomoyasu Hotei, Cheryl Porter & The Halleluiah Gospel Singers)
- 6 luglio:  Lettonia, Sigulda - Sigulda Medieval Castle
- 8 luglio:  Regno Unito, Londra - British Summer Time (SOLD OUT)
- 10 luglio:  Regno Unito, Edimburgo - The Queen’s Hall (SOLD OUT)
- 11 luglio:  Regno Unito, Glasgow - The Glasgow Royal Concert Hall (SOLD OUT)
- 13 luglio:  Regno Unito, Oxfordshire - Cornbury Music Festival at The Great Tew Park
- 15 luglio:  Paesi Bassi, Weert - Bospop Festival
- 17 luglio:  Croazia, Opatija - Opatija Festival
- 21 luglio:  Francia, Saint-Julien-en-Genevois - Festival Guitare en Scene
- 23 luglio:  Bulgaria, Plovdiv - Ancient Theatre (SOLD OUT)
- 25 luglio:  Macedonia del Nord, Ocrida - Ancient Theatre
- 27 luglio:  Germania, Lauchheim - Schloss Kapfenburg Festival (SOLD OUT)
- 28 luglio:  Svizzera, Flumserberg - Flumserberg Open Air
- 29 luglio:  Austria, Moosburg - Schlosswiese

## La scaletta
La scaletta, simile alla struttura di quella del precedente Black Cat World Tour nonostante il minore sbilanciamento su Black Cat, ha visto l'introduzione di un medley acustico nella seconda parte di concerto e di alcune cover inedite sul finale. Alcuni brani del passato (Porca l'oca, Ridammi il sole, Senza rimorso, Menta e rosmarino, È delicato e Puro amore ne sono esempi) sono stati rieseguiti dopo lungo tempo. Al concerto di Eboli dell'8 marzo, giorno della Festa della donna, durante il medley è stata rieseguita la celebre Donne. Dei tre inediti di Wanted Zucchero ha dichiarato di non aver voluto pubblicare in radio Allora canto perché sarebbe dovuta rimanere un «fatto privato» tra lui e il pubblico. Non è stata eseguita, invece, Speng the Light.
La scaletta di seguito presentata è tratta dal primo concerto di Zurigo, da quello di Padova e da quello di Eboli della fase invernale e da quelli di Venezia del periodo estivo. Durante i concerti si sono svolti i tributi a Luciano Pavarotti, Miles Davis e Dolores O'Riordan.
Wanted I
- Intro - "La solitudine" (da "Tu non sei" di Gino Belli, e da "La solitudine" di Léo Ferré)
- Partigiano reggiano
- 13 buone ragioni
- Porca l'oca/Il mare...
- Ci si arrende
- Ten more days
- Hey Lord
- L'anno dell'amore
- Fatti di sogni
- Voci
- Un'altra storia

Wanted II
- Vedo nero
- Baila
- Never is a moment
- Iruben Me
- Il volo
- Ridammi il sole
- Non ti sopporto più
- Amen
- Allora canto
- Un soffio caldo
- Medley: Un piccolo aiuto/Scintille, Hey Man, I tempi cambieranno, Occhi (Donne)
- Il suono della domenica/Alla fine
- Senza rimorso/The Letter (cover inedita dei The Box Tops)
- Blu
- Miserere
- Freedom Jazz Dance / Brian Auger solos & The Band
- Wake Me Up / Doug Pettibone solos & The Band

Wanted III
- Solo una sana e consapevole libidine...
- Diamante
- È delicato/Overdose (d'amore)
- Per colpa di chi
- Diavolo in me

Encore
- Puro amore/A Whiter Shade of Pale (cover inedita dei Procol Harum)
- Long as I Can See the Light / Hai scelto me

## Formazione
- Zucchero Fornaciari (voce, chitarra)
- Polo Jones (musical director, basso)
- Kat Dyson (chitarra, dobro, mandolino, Bvs)
- Brian Auger (organo Hammond C3)
- Doug Pettibone (pedal steel guitar, dobro, lap steel guitar, banjo, chitarra)
- Adriano Molinari (batteria)
- Queen Cora Dunham (percussioni)
- Nicola Peruch (tastiere)
- Mario Schilirò (chitarra)
- Andrea Whitt (violino, mandolino, pedal steel guitar)
- James Thompson (sassono tenore, sassofono baritono, flauto, armonica)
- Lazaro Amauri Oviedo Dilout (tromba, flicorno soprano, corno)
- Carlos Miguel Minoso Amuey (trombone, tuba)